# Danny Graham
Daniel Anthony William "Danny" Graham, född 12 augusti 1985, är en engelsk före detta fotbollsspelare (anfallare).

## Karriär
Graham vann skytteligan i The Championship säsongen 2010–11 på 24 mål och blev dessutom uttagen till säsongens bästa lag, PFA Championship team of the year.

### Swansea City
Den 7 juni 2011 värvades Graham av Swansea City i Premier League. Han skrev på ett fyraårskontrakt med klubben och kostade £3,5 miljoner, ca 35 miljoner svenska kronor, vilket var klubbrekord för Swansea.

### Sunderland
Den 31 januari 2013 värvades Graham av Sunderland och övergångssumman var £5 miljoner.

### Återkomst i Sunderland
Den 7 september 2020 blev Graham klar för en återkomst i Sunderland. Den 1 februari 2021 meddelade Sunderland att de kommit överens med Graham om att bryta kontraktet. Några dagar senare meddelade Graham att han avslutade sin fotbollskarriär.